# Rolf Möller (Verwaltungsjurist)

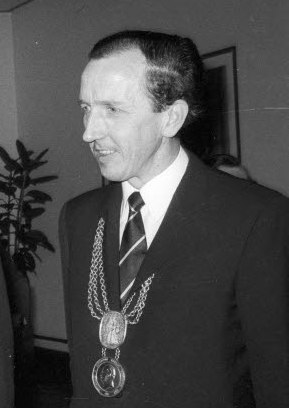
Rolf Möller (1976)

Rolf Möller (* 29. August 1930 in Bremervörde) ist ein deutscher Jurist und Verwaltungsbeamter.
Der Sohn eines Baubeamten studierte nach dem Abitur am Johanneum Lüneburg von 1950 bis 1957 Rechts- und Staatswissenschaften an den Universitäten in Freiburg im Breisgau, München, Columbus (Ohio) und Bonn. 1955/56 war er als 2. Vorsitzender des Verbands Deutscher Studentenschaften (VDS) an den Verhandlungen zum Honnefer Modell, einem Vorläufer der heutigen BAföG-Förderung, beteiligt. 
Nach dem Studium wechselte Möller als Geschäftsführer zum Deutschen Studentenwerk (DSW), bestand 1962 das zweite juristische Staatsexamen und arbeitete von 1968 bis 1975 als Bereichsleiter bei der Deutschen Forschungsgemeinschaft (DFG). Von 1975 bis 1979 war Möller Präsident der Christian-Albrechts-Universität zu Kiel und amtierte von 1979 bis 1982 als Staatssekretär im Niedersächsischen Ministerium für Wissenschaft und Kunst. 1983 wurde er zum Generalsekretär der VolkswagenStiftung in Hannover gewählt und übte diese Funktion bis 1995 aus. Von 1990 bis 1998 war er ehrenamtliches Kuratoriumsmitglied der Hanns-Lilje-Stiftung sowie des Zentrums für interdisziplinäre Forschung der Universität Bielefeld.

## Ehrungen
- Ehrensenator der Georg-August-Universität Göttingen, 1989
- Leibniz-Medaille der Akademie der Wissenschaften und der Literatur Mainz, 1995